# 苏米多罗州立公园
苏米多罗州立公园（葡萄牙语：Parque Estadual do Sumidouro）是巴西米纳斯吉拉斯州的一个州立公园。19世纪初，有人在公园所在的地区发现了巴西第一批人类遗骸以及已灭绝的巨型動物的骨骼。公園內主要景点是拉皮尼亚山洞（Gruta da Lapinha），这是一个巨大的石灰岩洞穴。